# De toutes mes forces
Ne doit pas être confondu avec De toutes nos forces.
Pour plus de détails, voir Fiche technique et Distribution.
De toutes mes forces est un film dramatique français réalisé par Chad Chenouga, sorti en 2017.

## Synopsis
Ce film — en grande partie autobiographique — raconte l'histoire de Nassim, né de père inconnu et d’une mère algérienne installée en France, sombrant dans la drogue et la folie. Ce jeune adolescent doit faire vivre le foyer et tenter de sauver sa peau. Malheureusement sa vie bascule après la mort de sa mère au cours d'un week-end où il était parti avec ses camarades de lycée. Nassim est alors envoyé dans un foyer en banlieue parisienne. Il doit alors mener une double vie, entre son lycée huppé et le centre d'accueil dans lequel il est hébergé, mêlant culpabilité et insouciance.

## Fiche technique
- Titre : De toutes mes forces
- Titre de travail : La Niaque
- Réalisation : Chad Chenouga
- Scénario : Chad Chenouga et Christine Paillard, d'après la pièce de théâtre La Niaque de Chad Chenouga
- Musique : Thylacine
- Montage : Pauline Casalis
- Photographie : Thomas Bataille
- Décors : Brigitte Brassart
- Costumes : Julie Brones
- Production : Miléna Poylo et Gilles Sacuto
  - Production associée : Constance Penchenat
- Société de production : TS Productions, en association avec la SOFICA Cofinova 12
- Société de distribution : Ad Vitam Distribution
- Partenaire : France Culture[3]
- Pays d'origine :  France
- Durée : 98 minutes
- Dates de sortie :
  - France : 16 mars 2017 (festival de Valenciennes) ; 3 mai 2017 (sortie nationale)

## Distribution
- Khaled Alouach : Nassim
- Yolande Moreau : Mme Cousin
- Laurent Xu : Kevin
- Daouda Keita : Moussa
- Aboudou Sacko : Brahim
- Jisca Kalvanda : Zawady
- Myriam Mansouri : Mina
- Sabri Nouioua : Ryan
- Théo Fernandez : Maxime
- Thibault Lacroix : Cédric
- Daouda Diakité : Souleymane
- Alexandre Desrousseaux : Marcus
- Zineb Triki : la mère de Nassim
- Alexia Quesnel : Eva
- Camille Japy : La mère d'Eva et Maxime
- Éric Savin : Le conseiller d'éducation
- Marc Fayet : Le prof de maths

## Autour du film
Sans être un film d’époque, De toutes mes forces fait suite à 17, rue Bleue, le premier film de Chad Chenouga, sorti en 2001. Il commence là où finissait ce premier film, au moment de la mort du protagoniste principal, double du réalisateur. Celui-ci avait déjà raconté cet épisode crucial de sa vie dans sa pièce La Niaque, qui se déroulait il y a trente-cinq ans[Quand ?] dans un foyer non mixte. « J'ai voulu que le film se passe aujourd'hui », dit Chad Chenouga, resté « en phase avec l'adolescence ».

## Accueil critique
« Beau film, qui se demande, en vertu d’une revanche légitime à prendre sur la société, comment vivre avec la colère, avec l’amertume, avec le mensonge. »

— Jacques Mandelbaum, Le Monde

« Le titre est plat. Le film est son contraire. Dur, ardent, mené par son réalisateur […] avec un sens étonnant du rythme et de l'authenticité. L'originalité du scénario tient à son héros (Khaled Alouach), qui, rien que par son physique, évoque un personnage à la Balzac. »

— Pierre Murat, Telerama

## Distinctions

### Récompenses
- Festival 2 Valenciennes 2017 :
  - Prix de la critique - Longs métrages
  - Prix de la meilleure interprétation masculine pour Khaled Alouach
  - Prix des Étudiants - Longs métrages
- Festival du film de Giffoni 2017 :
  - Jury +16 : Griffon du meilleur film